# Paňa
Pour les articles homonymes, voir Pana.
Paňa (allemand : (Paan)? ) , (hongrois : Nemespann) est un village de Slovaquie situé dans la région de Nitra.

## Histoire
Première mention écrite du village en 1239.

## Démographie

### Évolution de la population
| Année:               | 1994. | 2004. | 2014.    | 2024.    |
| -------------------- | ----- | ----- | -------- | -------- |
| Nombre de personnes: | 317   | 317   | 370      | 421      |
| Différence:          |       | +0 %  | +16,71 % | +13,78 % |

| Année:               | 2023. | 2024.   |
| -------------------- | ----- | ------- |
| Nombre de personnes: | 411   | 421     |
| Différence:          |       | +2,43 % |